# Benjamin D'Urban
Benjamin D'Urban (Halesworth, 16 febbraio 1777 – Montreal, 25 maggio 1849) è stato un politico e militare britannico.

## Biografia

### I primi anni
D'Urban era il figlio minore, ma l'unico sopravvissuto, di Benjamin D'Urban. Nel 1793 entrò a far parte del British Army come cornetta all'età di soli 16 anni. Fece una rapida carriera distinguendosi nel corso della guerra peninsulare in Spagna. Assegnato all'esercito portoghese, divenne quartiermastro e capo dello staff del generale William Beresford. Prese parte a tutti i principali assedi e battaglie, e fu nominato cavaliere di gran croce dell'Ordine del Bagno, la più alta onorificenza miliare inglese. Si distinse con onore nelle battaglie di Busaco, Albuera, Badajoz, Salamanca, Vitoria, Pirenei, Nivelle, Nive e Tolosa.
Come generale di brigata ottenne il comando di una brigata di cavalleria portoghese composta da tre reggimenti di dragoni (1º, 11º e 12º). Nella Battaglia di Salamanca del 22 luglio 1812, le truppe di D'Urban assistettero l'attacco della 3ª divisione al fianco sinistro dell'armata francese. Nel corso dell'assedio di Burgos, i cavalieri di D'Urban vennero sconfitti a Majadahonda (Las Rozas) l'11 agosto, perdendo 108 uomini sul campo.

### L'impegno coloniale
Nel 1819, D'Urban divenne governatore di Antigua. Nel 1824 divenne vicegovernatore di Demerara ed Essequibo dove, nel 1831, si occupò di unire anche il dominio di Berbice per costituire la Guiana britannica, della quale divenne il primo governatore (1831–33). Tre anni dopo venne nominato governatore della Colonia del Capo. Nel 1829 divenne colonnello del 51st (2nd Yorkshire West Riding) Regiment of Foot, posizione che mantenne per il resto della sua vita.
Nel gennaio del 1834 in Sudafrica, D'Urban ottenne l'incarico di governatore e comandante in capo delle forze presenti nella Colonia del Capo. La sua amministrazione fu complicata dall'esodo dei contadini olandesi dell'area da nord e da est (fenomeno noto come Great Trek) e dallo scoppio delle guerre Xhosa del (1834–1835) per gli scontri tra coloni ed il popolo Xhosa, di lingua bantu. Respinse gli Xhosa ed annesse il loro territorio compreso tra il fiume Keiskamma ed il fiume Gran Kei. Si trovava in carica quando il governo britannico approvò lo Slavery Abolition Act 1833 che abolì la schiavitù, stabilì dei consigli municipali ed occupò Natal (odierna KwaZulu-Natal) fondandovi una nuova colonia per l'impero britannico. Per commemorare la sua figura, il porto principale dell'area nel 1835 venne rinominato da Port Natal a Durban.

### Problematiche
Per quanto D'Urban fosse una figura popolare tra i coloni bianchi, il suo comportamento verso gli Xhosa ed altri popoli sudafricani indignò il missionario John Philip che si portò in Inghilterra per lamentarsi del comportamento del governatore. Il pubblico inglese, influenzato da Charles Grant, I barone Glenelg, segretario per le colonie, alla fine fece dimettere D'Urban dalla sua carica il 1º maggio 1837, che tuttavia restò in carica sino all'arrivo del suo successore nel gennaio del 1838 e continuando il suo ruolo militare in Sudafrica sino al 1846.

### Gli ultimi anni

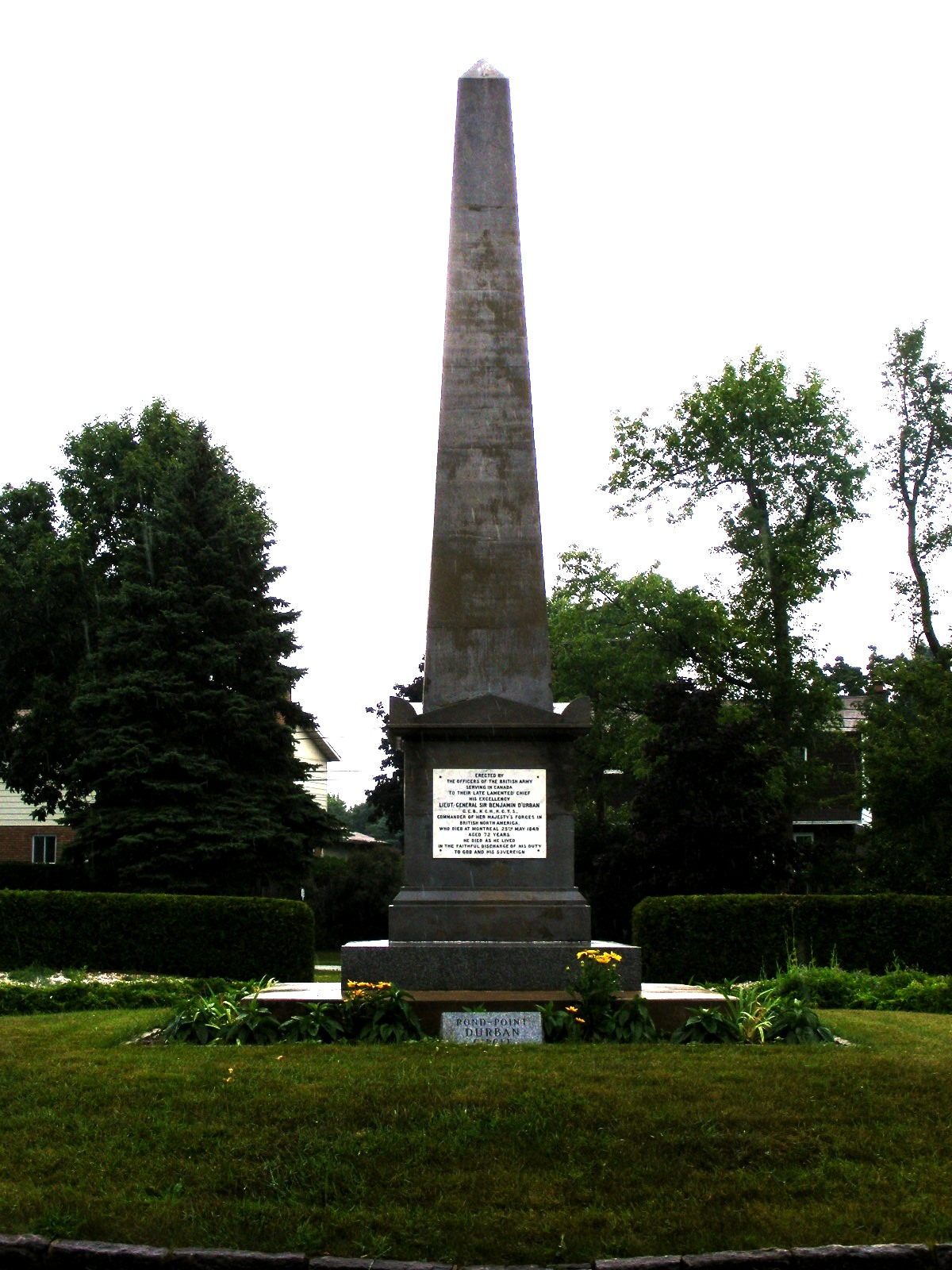
La tomba di D'Urban al National Field of Honour.

Nel 1842 D'Urban declinò l'offerta di un alto comando nel British Raj indiano offertogli da sir Robert Peel.
Nel gennaio del 1847 accettò la nomina a comandante in capo delle forze britanniche in Nord America dove difese il confine del Canada. 
Dall'inizio del 1847 si stabilì a Montreal dove rimase sino alla morte, avvenuta nel 1849. Fu sepolto nel cimitero militare Papineau di Montreal. Quando si avviò la costruzione del Jacques Cartier Bridge, la salma di sir Benjamin D'Urban venne trasferita al Last Post Fund National Field of Honour, cimitero militare presso Pointe-Claire, dove si trova un obelisco in sua memoria.